# Гаморан, Эмануэль
Эмануэль Гаморан (англ. Emanuel Gamoran, первоначальная фамилия Гемуреман; 23 ноября 1895, Бельцы, Бессарабская губерния — 14 ноября 1962, Нью-Йорк) — американский еврейский педагог, писатель. Пионер в области еврейского образования в США. Автор дифференцированных учебников для еврейских школ США.

## Биография
Родился 23 ноября 1895 года в семье приверженцев хасидизма Аврума Мунишевича Гемуремана (1870—?, родом из Томашполя) и Фейги-Леи Сруловны Гемуреман (в девичестве Симхович, 1868—?), женившихся 3 января того же года. В 1907 году эмигрировал в США. Получил образование в Еврейской теологической семинарии, Сити-колледже и Колумбийском университете. В 1917—1921 годах сотрудник в Нью-Йоркском бюро еврейского образования. В 1923—1962 годах директор по педагогике Комиссии еврейского образования Союза американских реформистских еврейских общин. В 1927—1928 годах президент национального совета еврейского образования.
Автор множества статей по проблемам еврейского образования, которые были опубликованы в «Religious Education», «Jewish Education» и «Jewish Teacher». Отдельными изданиями вышли написанные им учебные пособия по преподаванию светских дисциплин по иудаике, ивриту, методические разработки.

## Семья
Жена — Мэйми Гаморан (англ. Mamie Gamoran, урождённая Голдсмит; 1900—1984), педагог, автор школьных учебников истории.

### Произведения
- «Changing Conceptions in Jewish Education» (1924, 1975)
- «Teacher-training for Jewish schools, practical suggestions for rabbis and principals» (1924)
- «Gilenu, the Play Way to Hebrew» (1935—1937)
- «Projects about Religious Ideas and Customs» (1938)
- «Torah-Li» (1939)
- «Methods of Teaching Jewish History: A Syllabus for Jewish Teachers» (1950)
- «A Curriculum for the Jewish Religious School: 1957—1958»
- «Activity and Instruction for the Elementary School» (1958)